# Махотины
Махотины — дворянский род.
Потомство полицмейстера генерал-майора Антона Ефимовича Махотина (1785—1851) — Николай, Алексей, Антон, Михаил и Иван. Генерал-лейтенант Николай Антонович (1830—1903) — генерал от инфантерии, член государственного совета; был главным начальником военно-учебных заведений до 1900 года.
Род Махотиных внесён во II часть родословной книги Нижегородской губернии.

## Описание герба
В лазоревом щите вылетающий из горящего костра с золотыми поленьями золотой Феникс.
Щит увенчан дворянским коронованным шлемом. Нашлемник: правая рука в серебряных латах держит серебряный изогнутый меч с золотой рукоятью. Рука окрылена лазоревым крылом. Намёт: лазоревый, подложен золотом. Девиз: «ВЕРНОСТЬ ДОЛГУ» золотыми буквами на лазоревой ленте. (Гербовник XV).